# Sarke
Sarke war eine norwegische Metal-Band aus Oslo, die im Jahr 2008 gegründet wurde. Gründer Thomas „Sarke“ Berglie ist zudem unter anderem noch bei Khold und Tulus aktiv.

## Geschichte
Die Idee, endlich ein eigenes Album zu schreiben, beschäftigte Thomas „Sarke“ Bergli schon seit dem Jahr 2003. Im Jahr 2008 begann er schließlich mit dem Schreibprozess und beendete diesen im September desselben Jahres. Im November begab er sich daraufhin mit dem Produzenten Lars-Erik Westby in das Studio von H10 Productions. Für die Keyboardaufnahmen kam Anders Hunstad (El Caco) hinzu, welchen er bereits durch seine Zusammenarbeit bei Tulus und Sensa Anima kannte. Für den Gesang fragte Bergli Ted „Nocturno Culto“ Skjellum von Darkthrone, der das Angebot zunächst ablehnte, aber nach dem Hören einiger Lieder dann doch zusagte. Der Gesang wurde dann innerhalb von fünf Stunden im Studio aufgenommen. Bergli selbst spielte das Schlagzeug, die E-Gitarren und den Bass ein. Das Album Vorunah erschien im April 2009 bei Indie Recordings.
Für einen Auftritt auf dem Inferno Metal Festival Norway in Oslo im April 2009 kamen Asgeir Mickelson (Spiral Architect, ex-Borknagar) als Schlagzeuger und Terje „Cyrus“ Andersen als Gitarrist zur Besetzung. 2009 folgten weitere Auftritte in Trondheim im April zusammen mit Keep of Kalessin, im Juli auf dem Wacken Open Air und im August auf dem Hole in the Sky. Bei dem Auftritt auf dem Wacken Open Air war zudem Thomas Gabriel Fischer als Gastmusiker vertreten, mit dem sie das Lied Dethroned Emperor von Celtic Frost spielten. Im Jahr 2010 begann das Schreiben von neuen Liedern, wobei die Lieder Condemned und Captured live zu hören waren. Für das Roadburn Festival im April kam Steinar Gundersen (Satyricon, Spiral Architect) als Gitarrist zur Band, da Andersen bereits als Bassist mit Dimmu Borgir in Australien spielte. Die Tour musste jedoch abgesagt werden, wodurch Andersen arbeitslos war. Bei dem Festival war Skjellum, im Gegenzug zu dem Wacken-Auftritt, in Fischers Band Triptykon bei dem Lied Dethroned Emperor als Gastmusiker zu hören. Danach kam Steinar Gundersen als zweiter Gitarrist zur Band, wobei die Band in der neuen Besetzung erstmals auf dem deutschen Ragnarök-Festival zu sehen war. Es schlossen sich weitere Festivalauftritte, wie bei dem deutschen Party.San und dem tschechischen Brutal Assault, an. Im Oktober 2010 begab sich die Band erneut mit Lars-Erik Westby in das Studio von H10 Productions, um das nächste Album aufzunehmen. Die Lieder wurden dieses Mal von Bergli, Skjellum, Andersen und Mickelson geschrieben. Das Album erschien in Europa im April 2011 unter dem Namen Oldarhian. Im August 2013 wurde per Stream das Lied Walls of Ru zur Verfügung gestellt. Die Band bestand mittlerweile aus dem Bassisten Bergli, dem Schlagzeuger Mickelson, dem Gitarristen Gundersen, dem Sänger Skjellum und dem Keyboarder Hunstad. Im September wurde das komplette Album unter dem Namen Aruagint per Stream als auch als Tonträger bei Indie Recordings veröffentlicht. Das Album wurde erneut mit Lars-Erik Westby im Studio von H10 Productions aufgenommen.
Am 25. Februar 2025 gab die Band ihre Auflösung bekannt.

## Stil
Laut Metal Hammer erinnere das Lied Primitive Killing von Vorunah an Celtic Frost, während der Song The Drunken Priest nach Darkthrone klinge. Das Lied Frost Junkie sei episch und hypnotisch, während Old Rock-Einflüsse aufweise. Cult Ritual klinge wie eine Kreuzung aus Black Sabbath und Bathory, sei auf 13 Candles schwere Gitarrenklänge und ein Piano reduziert. Auf dem Album klinge die Band laut Robert Müller vom Metal Hammer wie eine Doom-Metal-Version von Darkthrone, wobei der Gesang auf Dauer zu monoton klinge. Die Orgel in Old würde an Candlemass erinnern. Laut Detlef Dengler vom Metal Hammer bewege sich die Band auf Oldarhian zwischen Black Sabbath und Celtic Frost, wobei der Gesang noch immer zu monoton sei. Laut El Greco von stormbringer.at spielte die Band auf Aruagint eine Mischung aus Black- und Thrash-Metal, wobei Rock-Lieder wie Ugly an Motörhead erinnern würden. Das Lied Jodau Aura enthalte zudem Elemente aus dem Doom Metal, während der Gesang stark Black-Metal-lastig sei. Der Song Icon Usurper enthalte ebenfalls Doom-Metal-Elemente.

## Diskografie
- 2009: Vorunah (Album, Indie Recordings)
- 2011: Oldarhian (Album, Indie Recordings)
- 2013: Aruagint (Album, Indie Recordings)
- 2016: Bogefod (Album, Indie Recordings)
- 2017: Viige Urh (Album, Indie Recordings)
- 2019: Gastwerso (Album, Indie Recordings)
- 2024: Endo feight (Album, Soulsellet Records)